# Falconet de les Filipines
El falconet de les Filipines (Microhierax erythrogenys) és un ocell rapinyaire de la família dels falcònids (Falconidae) que habita els boscos de diverses illes del l'arxipèlag de les Filipines. El seu estat de conservació es considera de risc mínim